# 拉維納峰

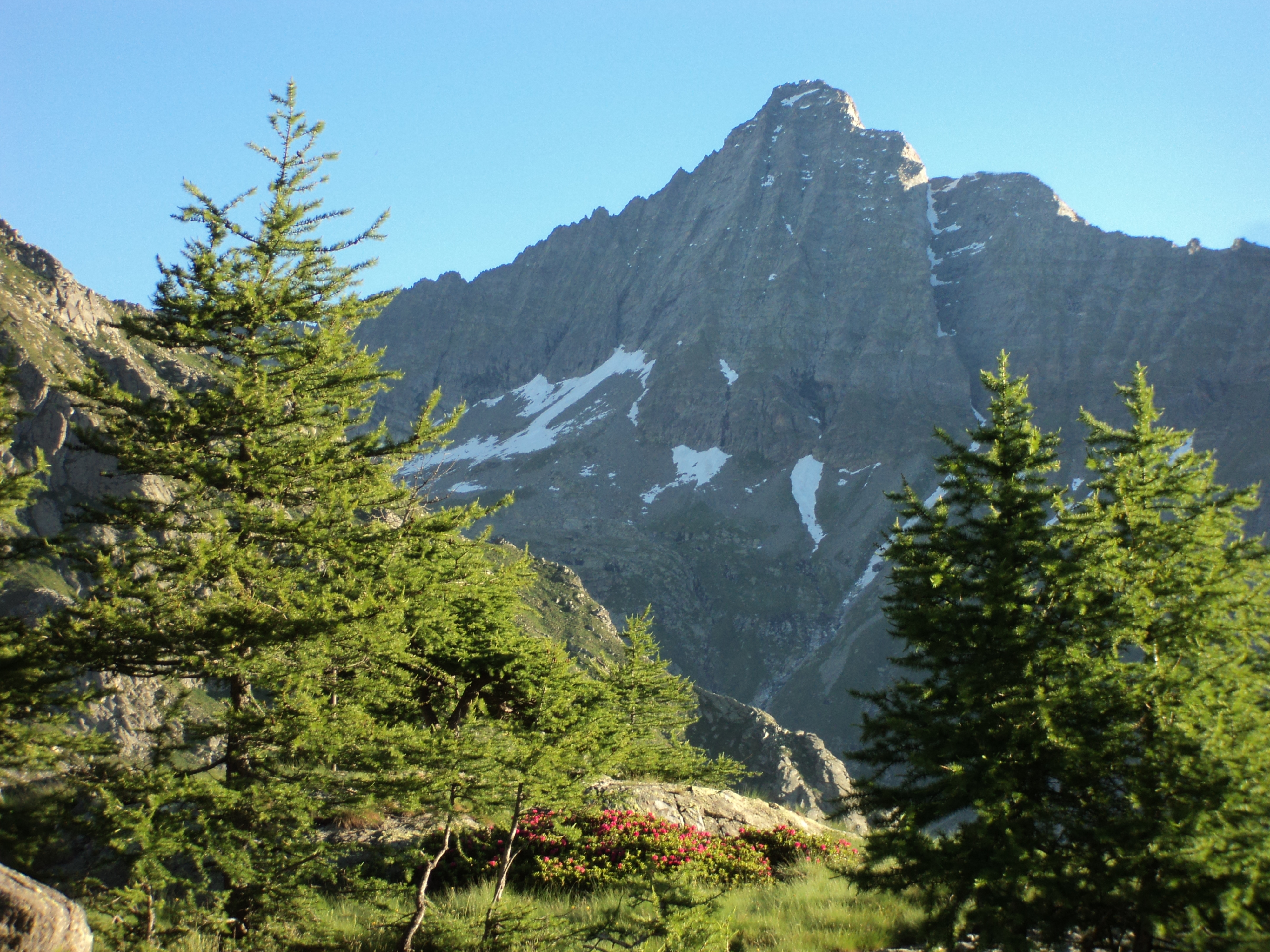

45°33′23″N 7°26′52″E / 45.55637°N 7.4477°E
拉維納峰（義大利語：Punta Lavina），是意大利的山峰，位於該國西北部，處於瓦萊達奧斯塔大區和皮埃蒙特大區接壤的邊界，屬於格拉耶山的一部分，海拔高度3,308米。